# Satteltank
Ein Satteltank ist ein Behälter mit an seiner Unterseite konkav geformter Einbuchtung, um sattelförmig über einem anderen Behälter oder einem Rahmen zu sitzen.

## Motorräder

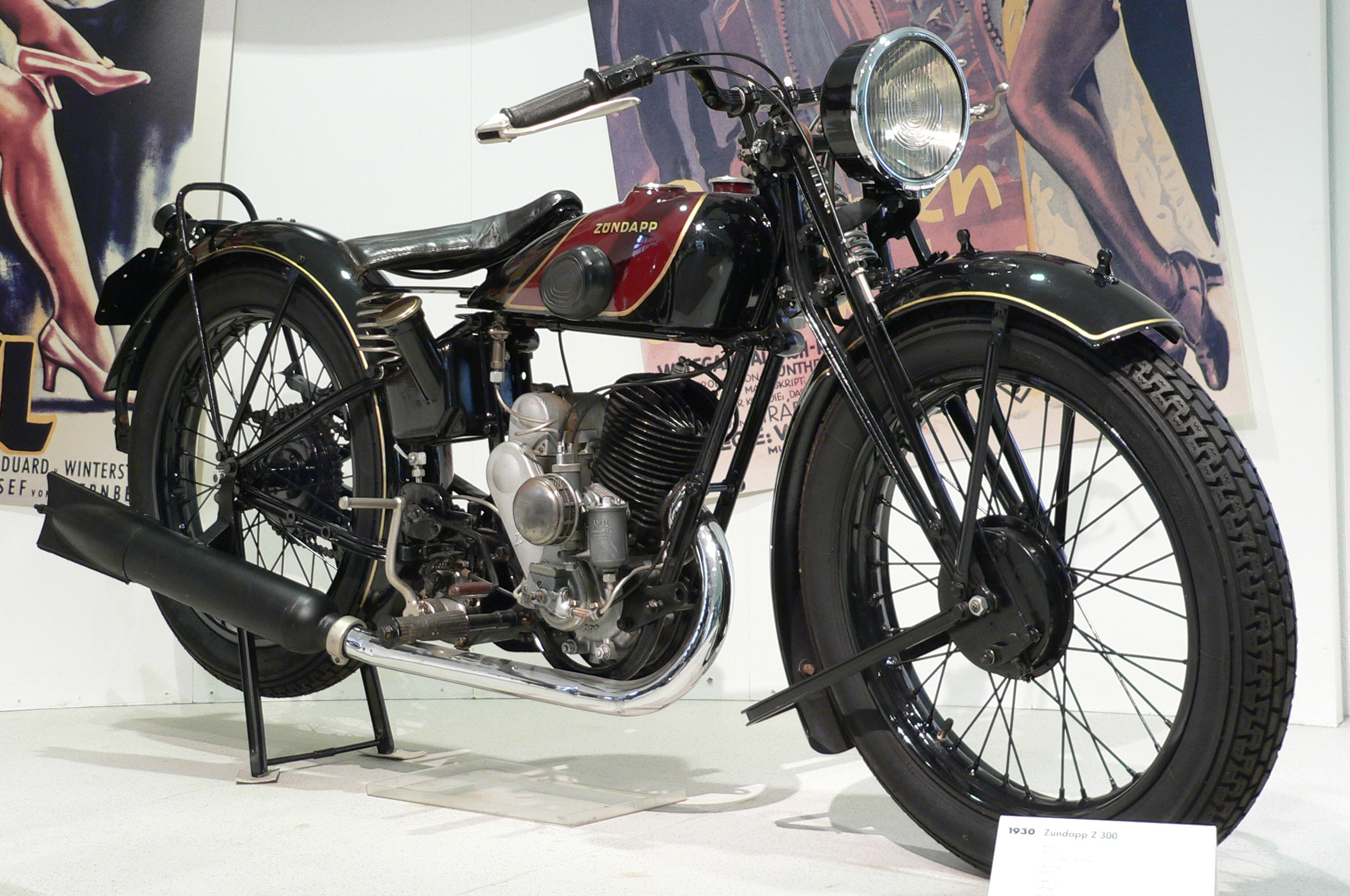
Zündapp Z300 mit Satteltank (1928)

Nahezu alle heutigen Motorräder sind mit Satteltank ausgerüstet, das Oberrohr des Fahrzeugrahmens läuft durch eine entsprechende Aussparung („U-förmiger Tunnel“) an der Unterseite des Tanks. Ursprünglich war der Satteltank aus zwei spiegelbildlich gleichen Formen zusammengesetzt, dabei waren zwei Einfüllöffnungen und Kraftstoffhähne erforderlich, später gab es ungeteilte Satteltanks.
Der Satteltank löste bei Motorrädern ab den späten 1920er Jahren den bis dahin üblichen Stecktank (auch „Einstecktank“) ab. Dieser war zylindrisch oder etwa quaderförmig und wurde in den Hohlraum „eingesteckt“, der vom Rahmenoberrohr und dem etwa parallel dazu vom Lenkkopf zum Sattelstützrohr verlaufenden Rohr gebildet wurde; dieser Hohlraum konnte auch dreieckig (in der Seitenansicht) sein. Befestigt wurde der Stecktank mit Schellen.
Vor allem vor 1940 waren Kraftstofftanks oft mit separaten Öltanks zusammengebaut. In Motorradtanks wurden auch Werkzeugbehälter und Anzeigeinstrumente eingelassen.

## Dampflokomotiven

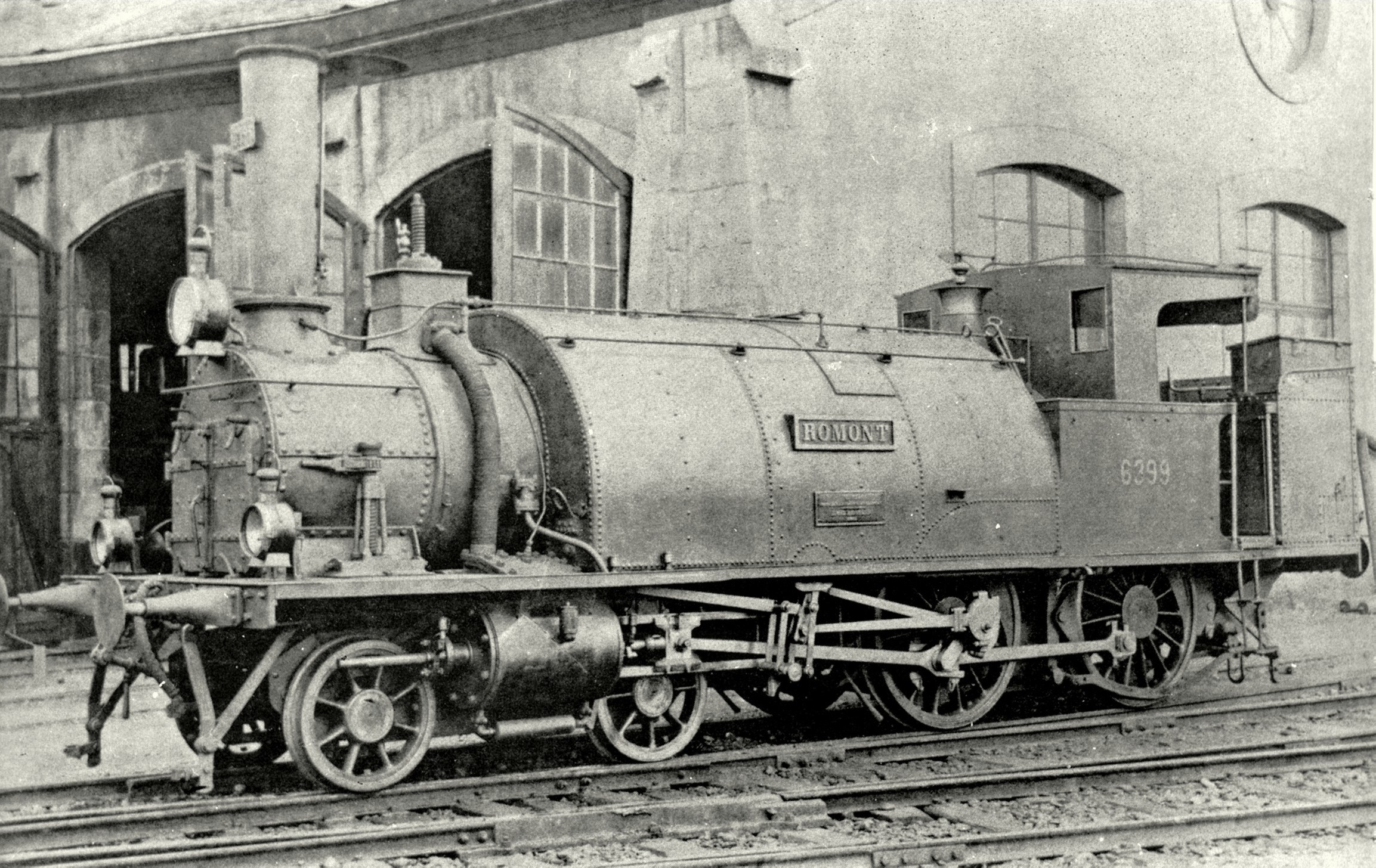
Tenderlokomotive der Lausanne–Freiburg–Bern-Bahn mit Satteltank, Umlauf nicht begehbar

Satteltanks wurden bei Tenderlokomotiven verwendet. Bei diesen befand sich der Wassertank, der einem umgekehrten U glich, über und seitlich des Kessels. Dadurch konnte ein großer Wasservorrat mitgeführt werden. Im Gegensatz zu Lokomotiven mit seitlich angeordneten Wasserkästen ließ sich der Umlauf meistens weiterhin benutzen. Allerdings waren die Armaturen am Kesselrücken schlecht zugänglich. 
Satteltank-Lokomotiven waren vor allem in den angelsächsischen Ländern verbreitet. In der Whyte-Notation werden sie als ST bezeichnet. Besonders verbreitet waren sie in Großbritannien, wo zahlreiche Tenderlokomotiven mit den Achsfolgen B und C für den Rangierdienst mit dieser Bauweise der Wassertanks ausgestattet wurden. Diese Lokomotiven waren aufgrund ihrer kompakten Bauweise und guten Traktion ideal für den Einsatz in Bahnhöfen und Industrieanlagen.
Auf dem europäischen Festland wurden Satteltanks seltener verwendet, beispielsweise bei der österreichischen Baureihe kkStB 289 oder bei den Lokomotiven Nr. 1 bis 12 der Lausanne–Fribourg–Bern-Bahn (LFB)  in der Schweiz. Ein Beispiel für Industrielokomotiven mit Satteltank sind die Lokomotiven Nr. 3 und 4 der Indian Iron and Steel Company (IISCO).

## U-Boote

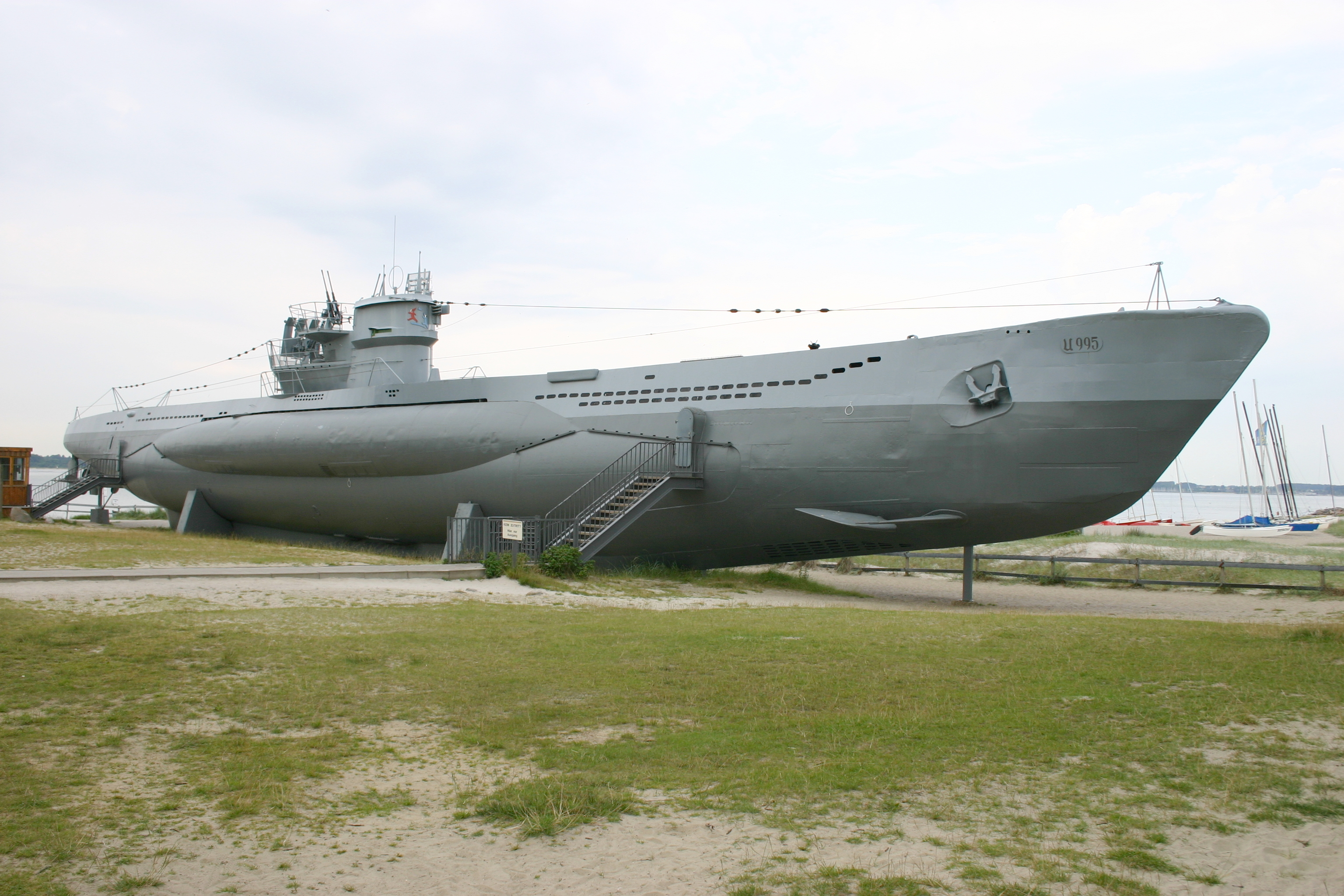
U-Boot der Klasse VII C mit Satteltanks erkennbar an den seitlichen Rumpfausbuchtungen

Bei U-Booten bezeichnet man als Satteltank einen entlang des Rumpfes angebrachten, außerhalb des Druckkörpers liegenden Vorratsraum, der in der Regel hauptsächlich für das Bunkern von Brennstoff genutzt wurde. Hier sitzt der Tank sattelförmig auf dem Druckkörper des U-Boots. Bestes Beispiel für ein U-Boot mit Satteltanks stellt der Typ VII der Kriegsmarine dar. Beim Typ X B wurden die Satteltanks zum Teil auch zum Transport von Frachtgut verwendet.